# Poema en prosa
La poesia en prosa és una mena de text híbrid que no és ni relat ni poema en el sentit tradicional, la qual cosa en complica la definició. Es considera, però, que forma una unitat.
Les fonts de confusió semblen ser:
1. La identificació d'aquest gènere amb la forma del vers lliure (vegeu Walt Whitman);
2. La seua identificació amb la lírica antiga (diferent del drama i l'epopeia): vegeu Hölderlin i Novalis;
3. La seua identificació amb la traducció o transcripció d'obres del folklore o arcaiques (vegeu parts de la Bíblia, pseudo-Ossian) que contenen la força evocativa del llenguatge poètic: vegeu Macpherson i Christian Andersen;
4. La seua identificació amb el retorn als temes de la quotidianitat en poesia i al seu lèxic: vegeu Heine i Baudelaire.

El poema en prosa té el seu origen en la prosa poètica. La prosa poètica continua sent prosa, un recurs suplementari del novel·lista o una marca d'estil, sense formar un poema.

## Origen

### 1. El romanticisme, la poesia i el cicle d'Ossian
Als voltants de 1800, en ple romanticisme, es percep una propensió dels autors cap a l'estètica de l'absolut (estètica del sublim a partir d'objectes visibles). Aquesta tendència torna a despertar l'interès per la poesia com més afí a aquests objectes, en oberta oposició a la Il·lustració, que la considerava un mer vehicle. Encara que la forma dels poemes es fa més lliure, la constricció del vers a les regles del ritme i de la mètrica xoca amb alguns temperaments. Chateaubriand, per exemple, prefereix escriure una epopeia en prosa poètica Els màrtirs (1809) a aventurar-se en la forma rígida de la poesia.

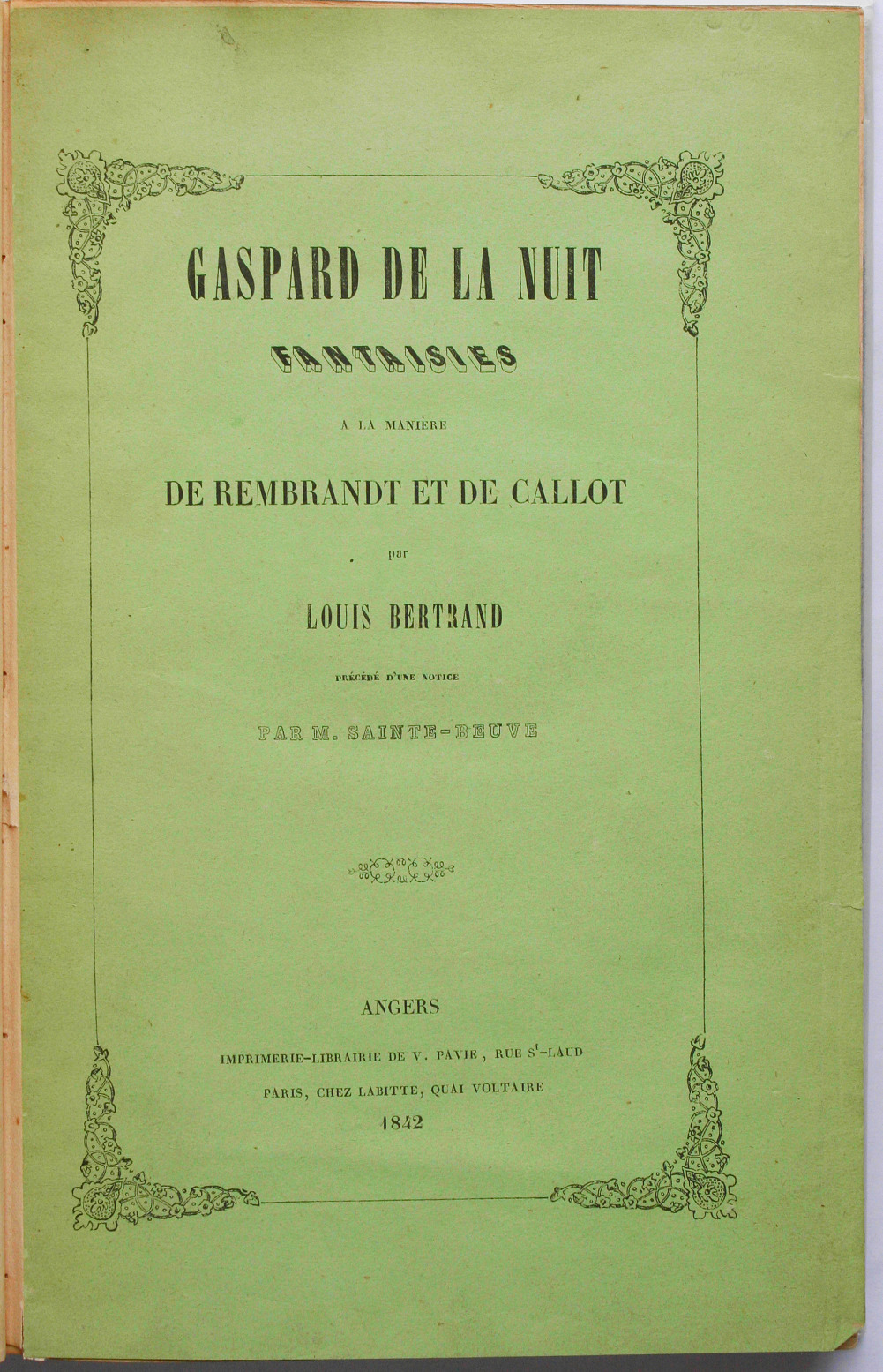
Portada de l'edició princeps de 1842 de Gaspar de la nit

La suposada traducció en prosa per James Macpherson de l'epopeia de Fingal, iniciada al 1761 i recopilada un any després amb l'annexió de nous versos en Les obres d'Ossian, serà determinant per a l'acceptació de l'estètica formal d'aquest gènere. És una obra molt popular en tot l'àmbit occidental, i algunes parts en seran traduïdes a l'alemany per Goethe en Werther, i és també l'obra preferida de Napoleó o Walter Scott. La possibilitat oberta del poema en prosa no tarda a posar-se en pràctica, tot i que es continue recolzant en la justificació de la traducció de poemes estrangers o antics, com Cançons malgaches d'Évariste Parny (Chansons Madécasses, 1787) o La Guzla de Mérimée (1827) en francès.
A poc a poc el gènere es concreta i s'assumeix: Maurice de Guérin amb El Centaure (escrit 1837, publicat 1840) i La bacant (publicada fins a 1862); mentre que, al 1838, Xavier Forneret publica Vapors, ni vers ni prosa (Vapeurs, ni vers ni prose); i finalment Jules Lefèvre-Deumier amb El llibre del vianant (Livre du promeneur, 1854).

### 2. Aloysius Bertrand
En aquest context es publica al 1842 Gaspar de la nit. Fantasies a la manera de Rembrandt i de Callot, obra pòstuma d'Aloysius Bertrand, mort l'any anterior d'una recaiguda de tuberculosi a l'hospital, en una època en què només els destituïts es morien a l'hospital, considerat el llibre fundador del poema en prosa a l'estat francès. Aloysius Bertrand utilitza la forma de la balada medieval per a evocar escenes oníriques o fantàstiques en prosa, privilegiant les impressions a la història. És aquest autor el veritable iniciador del gènere, tot i que alguns crítics del s. XIX en donaren la preferència a Maurice de Guérin.

## Baudelaire i la consagració del gènere
Caigut en oblit, serà Baudelaire qui redescobrirà el llibre de Bertrand, en què s'inspira per a la seua col·lecció de Petits poemes en prosa, més conegut pel subtítol de Spleen a París, títol que consagrarà el nou gènere. En carta de 1862 al seu editor Arsène Houssaye i que serveix de prefaci a la publicació pòstuma de 1869, Baudelaire explica que la prosa és més apta per a transcriure la sensibilitat moderna, sobretot aquella urbana, que esdevé un dels temes predilectes del poema en prosa:

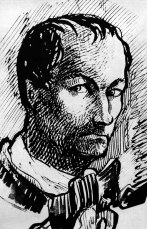
Charles Baudelaire, autoretrat, 1860

"Tinc una confessió a fer. I és que ha estat fullejant, vint vegades si més no, el famós Gaspar de la nit d'Aloysius Bertrand (un llibre conegut per vostè, per mi i alguns amics, no tindria dret a ser anomenat famós?) que em va venir la idea d'intentar una cosa semblant, aplicant a la descripció de la vida moderna, o millor dit, d'una vida moderna abstracta, l'acció que ell aplicà a la pintura de la vida antiga, tan estranyament pintoresca".
Després dels seus Petits poemes en prosa, les recopilacions en aquest gènere es multipliquen. Mallarmé contribueix, igual que Rimbaud amb les Il·luminacions, Tristan Corbière o Charles Cros, entre d'altres. Aquest gènere preparà el terreny per al vers lliure.
La poesia en prosa és un gènere difícil de delimitar que es presenta sovint com un relat breu, del qual es diferencia per un llenguatge evocador en imatges i sonoritats, la transmissió d'impressions fortes i l'absència d'un personatge definit. Sempre, però, hi ha la possibilitat d'obres inclassificables, i hi ha qui considera que Una estació en l'infern de Rimbaud és més un testimoniatge que un poema. A la fi del segon imperi, el comte de Lautréamont publica els Cants de Maldoror (1869), en què es barregen autèntics poemes en prosa (que formen una unitat en si mateixos), fragments de novel·la, descripció de somnis i obsessions, unificats pel personatge de Maldoror.